# Deutsche Botschaft Rom
Die Deutsche Botschaft Rom ist die diplomatische Vertretung der Bundesrepublik Deutschland in der Italienischen Republik. Der Leiter ist gleichzeitig als Botschafter in der Republik San Marino akkreditiert.

## Lage

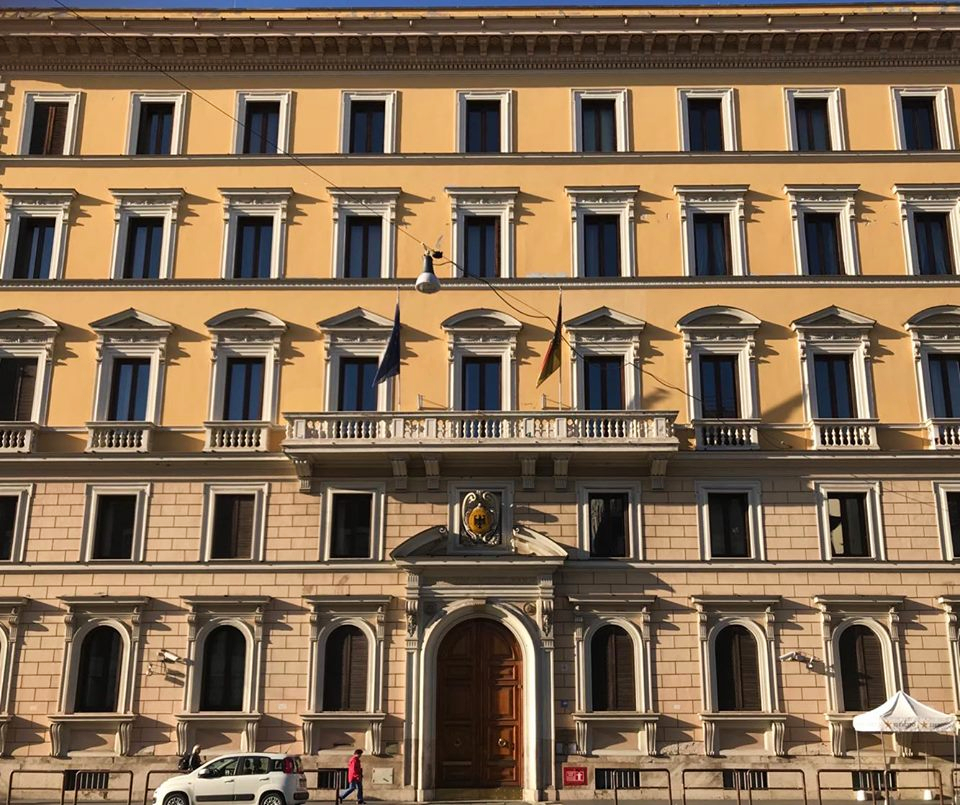
Kanzlei der deutschen Botschaft in Rom

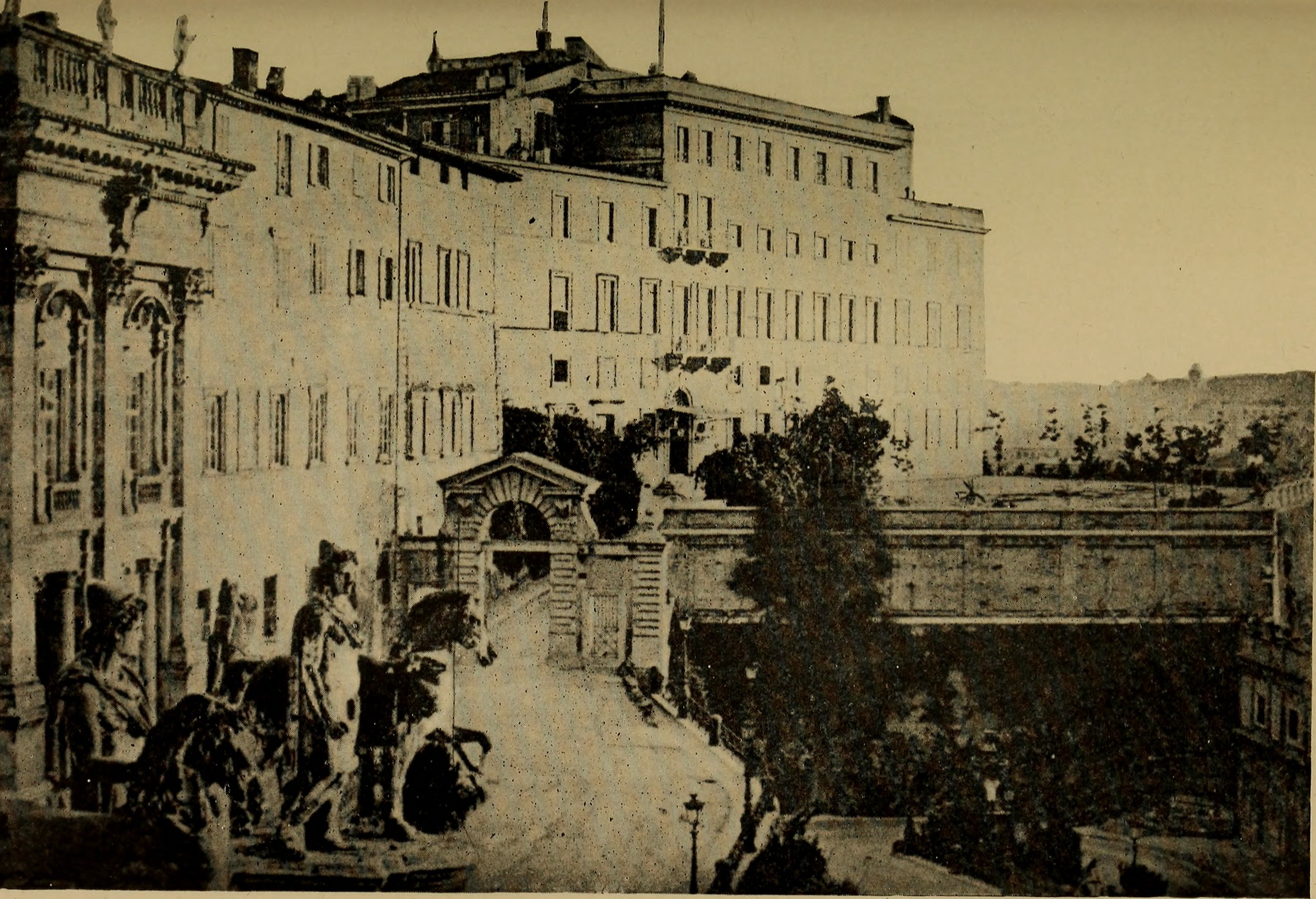
Palazzo Caffarelli auf dem Kapitol (1880), ehemals Sitz der deutschen Botschaft. Auf der Südwestseite des Hügels befanden sich auch das Deutsche Archäologische Institut, ein deutsches Krankenhaus und eine protestantische Kapelle.

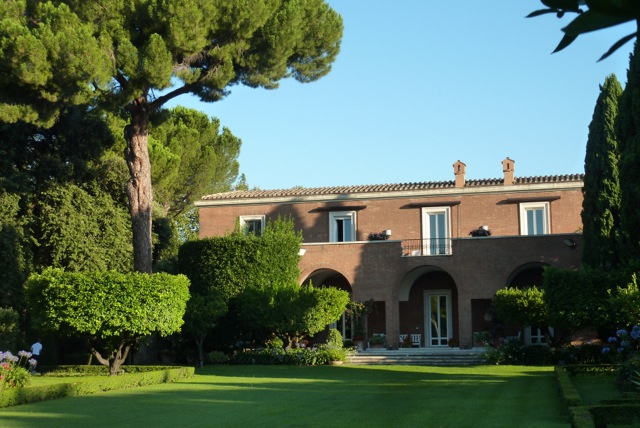
Villa Almone, Residenz des Botschafters

Die Kanzlei der Botschaft befindet sich im Stadtteil Castro Pretorio, wenige hundert Meter nördlich des Bahnhofs Rom-Termini, in der Via San Martino della Battaglia 4.
In dem Gebäude ist auch die Ständige Vertretung der Bundesrepublik Deutschland bei den Vereinten Nationen in Rom ansässig.
Die Residenz des Botschafters ist die Villa Almone. Sie liegt südlich der Innenstadt, wenige hundert Meter östlich des Bahnhofs Rom-Ostiense an der Ein- und Ausfallstraße Via Cristoforo Colombo (⊙).

## Geschichte
Nachdem im Jahr 1861 aus dem Königreich Sardinien-Piemont das Königreich Italien entstanden war, zog die Gesandtschaft Preußens und des Norddeutschen Bundes 1865 von Turin nach Florenz.

### Die Botschaft im Kaiserreich
1871 nahm eine Gesandtschaft ihren Sitz in Rom auf dem Kapitol im Palazzo Caffarelli, in dem sich bislang die Gesandtschaft Preußens beim Vatikan befunden hatte. Die Gesandtschaft beim Königreich Italien wurde 1876 zur Botschaft aufgewertet. Zu Beginn der 1880er Jahre konnte mit einem Aufwand von 40.000 Reichsmark der große Saal zu einem tatsächlichen Repräsentationsraum umgebaut werden.
Am Ende des Ersten Weltkriegs wurden der Palazzo Caffarelli und benachbarte Gebäude vom Königreich Italien eingezogen. Das ursprünglich verbündete Kaiserreich, und das Königreich waren 1915 Kriegsgegner geworden. Auch hatte Italien die Präsenz deutscher Einrichtungen auf dem Kapitol seit langer Zeit für unangemessen gehalten.

### Die Botschaft während der Weimarer Republik und im Großdeutschen Reich
Nach der Wiederaufnahme der diplomatischen Beziehungen hatte die italienische Regierung 1924 als Entschädigung den Palazzo Vidoni Caffarelli angeboten. Für die deutsche Botschaft war jedoch schon 1922 die Villa Wolkonsky erworben worden. Dort nahm die Botschaft ihren Sitz.

### Die Botschaft während der Repubblica Sociale Italiana (kurz RSI)
Mit dem Kriegsaustritt des bislang mit dem Großdeutschen Reich verbündeten Königreichs Italien und der Flucht des Königs und der Regierung und Militärführung nach Brindisi, sowie der hieran unmittelbar anschließenden Installation eines faschistischen Marionettenregimes, der Italienischen Sozialrepublik (ital. Repubblica Sociale Italiana (kurz RSI)) mit Außenministerium in Salò,:342 kam es noch im September 1943 zu einer Zäsur. Nach der zwangsläufigen Beendigung der diplomatischen Beziehungen zum Königreich Italien, wurde der Botschaftsbetrieb von Rom nach Fasano, heute ein Ortsteil von Gardone Riviera, in die Villa Bassetti verlegt:343. Das Personal war im Hotel Bella Riva untergebracht. In der Villa Wolkonsky verblieb nur ein Reststab. Die Villa wurde seit Verlegung der Botschaft überwiegend anderweitig genutzt, u. a. durch den Stadtkommandanten Roms und als Gefängnis. Das letzte Botschaftspersonal verließ die Villa in der Nacht vom 3. auf den 4. Juni 1944. Wenige Stunden später war Rom durch die von Süden vorrückenden Alliierten befreit.
Die Villa Wolkonsky wurde durch das Königreich Italien eingezogen und nach dem Zweiten Weltkrieg dem Vereinigten Königreich zur Verfügung gestellt. Dieses erwarb dann die Liegenschaft.

### Die Botschaft der Bundesrepublik Deutschland
Nach der Wiederaufnahme diplomatischer Beziehungen zwischen der BRD und der Italienischen Republik kam die Botschaft von 1951 bis 1957 in einem Gebäude in der Via Don Giovanni Verità im Stadtteil Prati unter. Von 1957 bis 1998 nutzte sie ein Gebäude in der Via Po 25, nahe der Villa Borghese. Seither befindet sich die Deutsche Botschaft in einem umbertinischen Stadtpalais unweit der Metrostationen Termini und Castro Pretorio.

### Die Botschaft der Deutschen Demokratischen Republik
Die Botschaft der Deutschen Demokratischen Republik befand sich in der Via di Trasone, unweit der Villa Ada und der Priscilla-Katakomben.

## Konsularische Vertretungen
Die Konsularabteilung der Botschaft ist für Mittel- und Süditalien zuständig, das deutsche Generalkonsulat in Mailand für Norditalien. Ferner sind neun Honorarkonsuln bestellt: in Bari, Bozen, Cagliari, Florenz, Genua, Messina, Neapel, Palermo und Venedig.

## Kultur
Die Botschaft betreut, insbesondere in Rom, kulturelle Einrichtungen, die entweder zum Geschäftsbereich des Auswärtigen Amtes gehören oder für die deutsch-italienischen Beziehungen von besonderer Bedeutung sind:
- Deutsches Archäologisches Institut Rom
- Deutsches Historisches Institut Rom
- Deutsche Akademie Rom Villa Massimo
- Bibliotheca Hertziana
- Deutsche Schule Rom
- Casa di Goethe
- Villa Vigoni